# Deon McCaulay
Deon McCaulay (20 de septiembre de 1987) es un futbolista beliceño que juega como Atacante para el Georgia Revolution. de la Cuarta División Estados Unidos.

## Selección nacional
Es internacional con la selección beliceña, habiendo disputado 32 partidos y convertido 17 goles. Juega con el dorsal número 9. Además de ser el máximo goleador de su selección, también es el mejor goleador en el mundo de la fase preliminar de la Copa Mundial de Fútbol de 2014, con 11 goles en su cuota. Es el máximo goleador histórico de la selección nacional de Belice.

## Clubes

### Trayectoria
| Club                               | País     | Periodo   |
| ---------------------------------- | -------- | --------- |
| Placencia Assassins                | Belice   | 2005      |
| FC Belize                          | Belice   | 2006-2008 |
| Belize Defence Force Football Club | Belice   | 2008-2009 |
| Deportes Savio                     | Honduras | 2009-2011 |
| R.G. City Boys United              | Belice   | 2011-2012 |
| Belmopan Bandits                   | Belice   | 2013      |
| Atlante Fútbol Club                | México   | 2014      |
| Verdes Football Club               | Belice   | 2015-2017 |

### Distinciones individuales
| Distinción                                 | Año       | Goles |
| ------------------------------------------ | --------- | ----- |
| Goleador de la Liga Premier de Belice      | 2006/2007 | 19    |
| Mejor jugador de la Liga Premier de Belice | 2007/2008 | 7     |
| Goleador de la Liga Premier de Belice      | 2008/2009 | 27    |